# Rezerwat przyrody Zarośle
Zarośle – leśny rezerwat przyrody znajdujący się na terenie gminy Tomaszów Lubelski, w powiecie tomaszowskim, w województwie lubelskim. Leży w granicach Krasnobrodzkiego Parku Krajobrazowego.
- położenie geograficzne: Roztocze Środkowe
- powierzchnia (według aktu powołującego): 64,02 ha
- rok utworzenia: 1998
- dokument powołujący: Zarządzenie Ministra Ochrony Środowiska, Zasobów Naturalnych i Leśnictwa z dnia 21 grudnia 1998 roku w sprawie uznania za rezerwat przyrody (Dz. U. nr 161, poz. 1103).
- przedmiot ochrony (według aktu powołującego): zachowanie lasów jodłowo-bukowych z gatunkami roślin rzadkich i chronionych.

Główne zespoły roślinne występujące na terenie rezerwatu to żyzna buczyna karpacka (w formie zdegenerowanej) oraz wyżynny jodłowy bór mieszany. Rosną tu m.in.: wawrzynek wilczełyko, bez koralowy, szczyr trwały, czartawa drobna i starzec Fuchsa.